# Leone Giovanni Battista Nigris
Leone Giovanni Battista Nigris (* 27. August 1884 in Ampezzo; † 21. September 1964 in Rom) war Bischof, päpstlicher Diplomat und Mitarbeiter der römischen Kurie.

## Leben
Leone Giovanni Battista Nigris empfing am 18. Juli 1909 die Priesterweihe.
Papst Pius XI. ernannte ihn am 18. August 1938 zum Titularerzbischof von Philippi und zum Apostolischen Nuntius in Albanien. Die Bischofsweihe spendete ihm der Erzbischof von Udine, Giuseppe Nogara, am 25. September desselben Jahres; Mitkonsekratoren waren Kurienerzbischof Celso Benigno Luigi Costantini und der Bischof von Concordia (Sagittaria), Luigi Paulini.
Neben der Vertretung des Heiligen Stuhls in Albanien versah er auch das Amt des Apostolischen Administrators für Südalbanien. 1945 wurde Nigris von den albanischen Kommunisten des Landes verwiesen. In Rom wurde er Sekretär an der Kongregation De Propaganda Fide und blieb in dieser Position bis zu seinem Tod.
Er nahm an den ersten beiden Sitzungsperioden des Zweiten Vatikanischen Konzils als Konzilsvater teil.